# 鄂尔多斯银行
鄂尔多斯银行，是中国的一家商业银行，总部位于内蒙古自治区鄂尔多斯市。2007年9月3日，原鄂尔多斯城市信用社改制为鄂尔多斯市商业银行。2010年1月27日改为现名。
2010年末，鄂尔多斯银行资产总额达274.11亿元，存款247.31亿元，贷款94.59亿元。2010年，鄂尔多斯银行呼市分行成立。